# Nikifor (Chotějev)
Nikifor (světským jménem: Alexej Valerjevič Chotějev; * 14. srpna 1975, Lehnice) je ruský duchovní Ruské pravoslavné církve a emeritní biskup otradněnský a pochvistněvský.

## Život
Narodil se 14. srpna 1975 v Lehnici v rodině vojáka.
Školu navštěvoval v Jerevanu v Arménii.
Roku 1990 nastoupil na Minské vojenské učiliště a roku 1992 na Vojenské vyšší učiliště leteckého inženýrství. Stal se asistentem náčelníka štábu.
Od roku 1997 působil v různých pozicích např. jako referent biskupa samarského, tiskový sekretáře eparchie nebo starší hypodiákon biskupa.
Roku 1999 dokončil Samarský duchovní seminář a roku 2004 Moskevskou duchovní akademii.
Dne 21. února 2007 byl postřižen na monacha a přijal mnišské jméno Nikifor na počest svatého mučedníka Nikifora Antiochijského. Dne 24. února byl arcibiskupem samarským Sergijem (Poletkinem) rukopoložen na hierodiakona a 4. března na jeromonacha. V dubnu stejného roku byl vyznamenán národním křížem. Duchovně působil v Iverském ženském monastýru v Samaře.
Dne 5. října 2007 byl jmenován blagočinným Pochvistněvského okruhu a představeným chrámu Tabynské ikony Matky Boží v Pochvistněvu.
Dne 19. dubna 2009 byl povýšen na igumena a 24. dubna 2011 mu bylo uděleno právo nosit epigonation.
Dne 15. března 2012 jej Svatý synod zvolil biskupem otradněnským a pochvistněvským. O tři dny později byl povýšen na archimandritu.
Dne 29. března 2012 byl oficiálně jmenován biskupem a 1. dubna proběhla v chrámu svatého Mikuláše v Kuzněcách (Moskva) jeho biskupská chirotonie. Světiteli byli patriarcha moskevský Kirill, metropolita saranský a mordovský Varsonofij (Sudakov), metropolita volokolamský Ilarion (Alfejev), metropolita volgodonský a kamyšinský German (Timofejev), metropolita samarský a syzraňský Sergij (Poletkin), arcibiskup istrijský Arsenij (Jepifanov), arcibiskup verejský Jevgenij (Rešetnikov), biskup solněčnogorský Sergij (Čašin) a biskup urjupinský a novoanninský Jelisej (Fomkin).
Dne 5. května 2015 byl potvrzen ve funkci archimandrity monastýru svatého Alexandra Něvského ve vesnici Staraja Binaradka. Dne 24. července 2025 byl Svatým synodem penzionován a jako místo pobytu mu byl určen monastýr svatého Jana Předchůdce v Astrachani.